# 大岗山水电站

大岗山水电站工程大岗山水电站位于大渡河中游上段的四川省雅安市石棉县挖角乡境内，坝址距下游石棉县城约40km，距上游泸定县城约75km。电站为大渡河水电基地干流规划3库22级方案的第14梯级电站。是大渡河上仅次于瀑布沟，与长河坝并列的第二大水电工程。由国电大渡河大岗山水电开发有限公司负责开发。上游与规划的硬梁包水电站衔接，下游与已建成的龙头石水电站衔接。 大岗山水电站坝址控制流域面积62727平方公里，占大渡河总流域面积81%。坝址处多年平均流量1010立方米/秒，年径流量318.50亿立方米。水库正常蓄水位为1130.00m，死水位1120.00m，汛期排沙运行水位1123.00m，总库容7.42亿立方米，调节库容1.17亿立方米，具有日调节能力。本工程的任务主要为发电。